# Krzysztof Baldwin Ossoliński
Krzysztof Baldwin Ossoliński herbu Topór (ur. po 1616, zm. 15 sierpnia 1649 roku pod Zborowem) – starosta wiślicki w 1649 roku, starosta stopnicki i ropczycki, dziedzic Ślesina (1646 r.),  rotmistrz królewski, poseł na sejmy elekcyjne i do Rzymu oraz Lizbony.

## Życiorys
Jego ojcem był Krzysztof Ossoliński (fundator zamku Krzyżtopór) a matką Zofia Cikowska z Wojsławic, herbu Radwan (zamężna od 1615 r.), córka Stanisława, podkomorzówna krakowska (zm. 1638), arianka. Krzysztof był ich jedynym synem. Nadano mu jako drugie imię Baldwin, które w XII w. nosił kanonik w Stopnicy, potem biskup krakowski.
Nauki pobierał zapewne, jak jego ojciec, u jezuitów i na dworach magnackich. Studiował na Akademii Krakowskiej, po czym odbył podróż edukacyjną po Europie. Po powrocie do Polski, objął po rodzinie starostwa; stopnickie, ropczyckie, wiślickie.
W latach 1632 i 1648, był posłem na sejmy elekcyjne. Poseł sejmiku opatowskiego na sejm ekstraordynaryjny 1642 roku. Poseł na sejm 1645 roku, sejm 1647 roku. W 1648 roku był elektorem Jana II Kazimierza Wazy z województwa sandomierskiego. Został rotmistrzem królewskim. Ze stryjem Jerzym Ossolińskim (1595–1650) odbył poselstwo do Rzymu i Ratyzbony, gdzie wraz ze swym stryjecznym bratem Franciszkiem Ossolińskim, poznawał tajemnice polityki.
W 1644 roku ożenił się z Teresą Tarło, kasztelanówną wiślicką (córką Jana Karola Tarły – starosty zwolińskiego, i Marianny Ligęzianki), zmarłą przy porodzie w 1648 roku. Następnie, w 1649 r. poślubił Annę Zebrzydowską (zm. 1655).
Po śmierci ojca, i rok po swoim ślubie, w 1645 r. odziedziczył, jako jedynak zamek Krzyżtopór i wszystkie dobra Krzysztofa Ossolińskiego.
Latem 1649 roku, u boku stryja Jerzego Ossolińskiego – kanclerza wielkiego koronnego i głównodowodzącego armią koronną, udał się na wyprawę przeciwko powstaniu Chmielnickiego i Tatarom. Podczas marszu wojsk na południe kraju, doszło do bitwy pod Zborowem, gdzie armia koronna została otoczona. Krzysztof Baldwin poległ z rąk Tatarów, podczas przeprawy 16 sierpnia 1649 roku pod Zborowem. Nie pozostawił potomków.